# جامعة البويرة
جامعة البويرة المسماة جامعة آكلي محند أولحاج جامعة جزائرية تقع في ولاية البويرة، تأسست سنة 2005 باعتبارها مركزا جامعيا تابعة لجامعة بومرداس. ثم رسّمت جامعة سنة 2012.
أنشأت جامعة أكلي امحند أولحاج البويرة بموجب المرسوم التنفيذي رقم 12-241 المؤرّخ في 14 رجب عام 1433 الموافق لـ 04 يونيو سنة 2012 المتضمّن إنشاء جامعة البويرة. وهي مؤسسة عمومية ذات طابع علمـي وثقافـي ومهنـي تتمتـع بالشخصيـة المعنويـة والاستقـلال المالـي.

## البنية التحتية والموظفين
تم تسجيل ما لا يقل عن 2900 طالب وطالبة خلال العام الدراسي 2008/2009. ولم يتم إحداث سوى 25 منصبا جديدا للتعليم في الميزانية في عام 2007. وتم إنشاء أكثر من 50 منصبا في الميزانية للتعليم و 75 منصب وكيل إداري في عام 2008. ويشهد الملحق السابق لجامعة بومرداس بداية العام الدراسي 2008، بعد ثلاث سنوات من إنشائه. تم دمجها في مركز جامعي عام 2005. واستقبلت الجامعة أكثر من 9500 طالب من جميع التخصصات. [بحاجة لمصدر]

## الكليات والمعاهد
- كلية العلوم والعلوم التطبيقية
  - علوم المادة
  - التكنولوجيا
  - الرياضيات والإعلام الآلي
- كلية علوم الطبيعة والحياة وعلوم الأرض
- كلية العلوم الاقتصادية والتجارية وعلوم التسيير
- كلية الحقوق والعلوم السياسية
- العلوم الاجتماعية والإنسانية 
  - العلوم الإسلامية
- كلية الآداب واللغات
  - الأدب العربي
  - اللغة والأدب الفرنسية
  - اللغة والثقافة الأمازيغية
- معهد علوم وتقنيات النشاطات البدنية والرياضية
- معهد التكنولوجيا

## ميادين الدراسة
- العلوم والتكنولوجيا
- علوم المادة
- الرياضيات والإعلام الآلي
- علوم الطبيعة والحياة وعلوم الأرض
- العلوم الاقتصادية، التجارية وعلوم التسيير
- العلوم القانونية والسياسية
- العلوم الاجتماعية
- العلوم الإنسانية
- العلوم الإسلامية
- علوم وتقنيات النشاطات البدنية والرياضية
- الأدب العربي
- اللغة والأدب الفرنسية
- اللغة والثقافة الأمازيغية
- العلوم الاقتصادية، التجارية وعلوم التسيير

## مخابر البحث
- دراسة نظرية وتطبيقية معمقة لتطبيق نظام ل.م.د في الجامعة الجزائرية بهدف تأسيس أقطاب جامعية من اجل تنمية متكاملة.
- تسيير وتثمين الموارد الطبيعية وضمان الجودة.
- طرق المواد، الطاقة، المياه والمحيط.
- المواد والتنمية المستدامة.
- العلوم الحديثة للنشاطات البدنية والرياضية.
- مخبر التربية، العمل والتوجيه.
- مخبر الأبحاث الأدبية، اللغوية والتعليمية للغة الأمازيغية.
- مخبر الإعلام الآلي، الرياضيات والفيزياء للفلاحة والغابات.
- القضايا والمواضيع المتعلقة بالأدب المغاربي.

### تطور الجامعة
- 2002/2001 : إنشاء ملحقة تابعة لجامعة محمد بوقرة بومرداس تتضمّن تخصص العلوم القانونية والإدارية.
- 2003/2002 : فتح تخصّص اللغة والأدب العربي.
- 2006/2005 : ترقية الملحقة إلى مركز جامعي مع  استحداث تخصص آخر يتمثل في العلوم الاقتصادية، علوم التسيير والعلوم التجارية بالإضافة إلى ميدان الحقوق والعلوم السياسية.
- 2007/2006 : فتح تخصص العلوم الإنسانية والاجتماعية.
- 2008/2007 : فتح ميدان العلوم الاقتصادية والعلوم التجارية وعلوم التسيير.
- 2008/ 2009 : فتح ميدان العلوم والتكنولوجيا.
- 2011/2010 : فتح ميدان الآداب واللغات، بالإضافة إلى قسم علوم تقنيات النشاطات البدنية والرياضية.
- 2012/2011 : فتح كليّة علوم الطبيعة والحياة وعلوم الأرض.
- 04/06/2012 : ترقيـة المركز الجامعي إلى جامعة.
- 2014/2015: فتح قسم العلوم الإسلامية